# Monte Cavallo (Italia)
Monte Cavallo è un comune italiano di 104 abitanti della provincia di Macerata nelle Marche.
È comune sparso con capoluogo in località Piè del Sasso. Di grande interesse paesistico, posto all'imbocco di una gola chiusa tra picchi rocciosi. Il territorio ha paesaggi tra i più belli della provincia. È il comune meno popolato della regione.

## Monumenti e luoghi di interesse
- Chiesa parrocchiale - frazione di Pantaneto[6]
- Chiesa parrocchiale - frazione di Selvapiana, all'interno una croce in lamine d'argento del XV secolo[6]
- Chiesa di S. Niccolò - frazione di Valcadara, contiene una croce del sec XIV e un affresco del sec XV che raffigura S. Sebastiano[6]
- Chiesa di Cerreto - in località Cerreto, con opere del De Magistris[6]
- Chiesa di San Michele Arcangelo - in località Pian della Noce[6]
- Chiesa di San Benedetto - in località San Benedetto.[6]
- Bosco delle Pianotte -

## Società

### Evoluzione demografica
Abitanti censiti

## Amministrazione
| Periodo          | Periodo          | Primo cittadino    | Partito                   | Carica  | Note  |
| ---------------- | ---------------- | ------------------ | ------------------------- | ------- | ----- |
| 23 giugno 1985   | 1º giugno 1990   | Giovanni Piselli   | Democrazia Cristiana      | Sindaco | [ 8 ] |
| 1º giugno 1990   | 25 novembre 1990 | Alessandro Fiecchi | Democrazia Cristiana      | Sindaco | [ 8 ] |
| 25 novembre 1990 | 24 aprile 1995   | Pietro Cecoli      | Democrazia Cristiana      | Sindaco | [ 8 ] |
| 24 aprile 1995   | 14 giugno 1999   | Pietro Cecoli      | Centro                    | Sindaco | [ 8 ] |
| 14 giugno 1999   | 14 giugno 2004   | Pietro Cecoli      | Lista civica              | Sindaco | [ 8 ] |
| 14 giugno 2004   | 8 giugno 2009    | Roberto Lotti      | Lista civica              | Sindaco | [ 8 ] |
| 8 giugno 2009    | 26 maggio 2014   | Pietro Cecoli      | Lista civica              | Sindaco | [ 8 ] |
| 26 maggio 2014   | 27 maggio 2019   | Pietro Cecoli      | Lista civica              | Sindaco | [ 8 ] |
| 27 maggio 2019   | 10 giugno 2024   | Pietro Cecoli      | Lista civica              | Sindaco | [ 8 ] |
| 10 giugno 2024   | in carica        | Pietro Cecoli      | Insieme per Monte Cavallo | Sindaco | [ 8 ] |